# Oriolini
Tribu
Les oriolinis (ou Oriolini) sont l'une des quatre tribus de la sous-famille des Corvinae dans la classification de Sibley-Ahlquist. Elle regroupe des espèces appartenant aux anciennes familles des oriolidés et campéphagidés.

## Liste des genres
- Campephaga Vieillot, 1816
- Campochaera Salvadori, 1878
- Coracina Vieillot, 1816
- Hemipus Hodgson, 1845
- Lalage Boie, 1826
- Oriolus Linnaeus, 1766
- Pericrocotus Boie, 1826
- Sphecotheres Vieillot, 1816